# USS Samuel N. Moore (DD-747)
USS Samuel N. Moore (DD-747), là một tàu khu trục lớp Allen M. Sumner được Hải quân Hoa Kỳ chế tạo trong Chiến tranh Thế giới thứ hai. Nó là chiếc tàu chiến duy nhất của Hải quân Mỹ được đặt theo tên Đại tá Hải quân Samuel N. Moore (1891-1942), hạm trưởng tàu tuần dương hạng nặng Quincy (CA-39), đã tử trận khi Quincy bị đánh chìm trong Trận chiến đảo Savo trong đêm 9 tháng 8 năm 1942. Nó đã hoạt động cho đến hết Thế Chiến II, và tiếp tục phục vụ sau đó trong Chiến tranh Triều Tiên và Chiến tranh Việt Nam cho đến khi xuất biên chế và được chuyển cho Đài Loan năm 1969. Nó tiếp tục phục vụ cùng Hải quân Trung Hoa dân quốc như là chiếc ROCS Heng Yang (DD-2/DDG-902) cho đến năm 1995. Samuel N. Moore được tặng thưởng năm Ngôi sao Chiến trận do thành tích phục vụ trong Thế Chiến II, ba Ngôi sao Chiến trận khác trong Chiến tranh Triều Tiên, và thêm bảy Ngôi sao Chiến trận nữa trong Chiến tranh Việt Nam.

## Thiết kế và chế tạo
Samuel N. Moore được đặt lườn tại xưởng tàu của hãng Bethlehem Steel Co., ở Staten Island, New York vào ngày 30 tháng 9 năm 1943. Nó được hạ thủy vào ngày 23 tháng 2 năm 1944; được đỡ đầu bởi bà Samuel N. Moore, vợ góa đại tá Moore, và nhập biên chế vào ngày 24 tháng 6 năm 1944 dưới quyền chỉ huy của Trung tá Hải quân Horatio A. Lincoln.

## Lịch sử hoạt động

### 1944 - 1945
Sau khi hoàn tất việc chạy thử máy huấn luyện tại vùng biển Bermuda, Samuel N. Moore lên đường đi sang Mặt trận Thái Bình Dương ngang qua kênh đào Panama và Trân Châu Cảng, đi đến Ulithi vào ngày 3 tháng 11 năm 1944. Tại đây, nó gia nhập Lực lượng Đặc nhiệm 38, lực lượng tàu sân bay nhanh dưới quyền Phó đô đốc Marc Mitscher, trực thuộc Đệ Tam hạm đội, làm nhiệm vụ hộ tống bảo vệ các tàu sân bay khỏi mối đe dọa của máy bay và tàu ngầm đối phương. Lực lượng đặc nhiệm đã tung ra hàng loạt các cuộc không kích xuống các mục tiêu Nhật Bản tại Philippines, quần đảo Ryūkyū, Đài Loan, quần đảo Bành Hồ, Đông Dương thuộc Pháp và dọc bờ biển phía Nam Trung Quốc, cũng như xuống tận các đảo chính quốc Nhật Bản.
Samuel N. Moore bị hư hại bởi một cơn bão vào ngày 5 tháng 6, 1945. Nó đã giải cứu một phi công bị bắn rơi vào ngày 10 tháng 6, rồi thêm hai người nữa vào ngày 18 tháng 7; và trong một cuộc đột kích vào đêm 22-23 tháng 7, nó đã phóng ngư lôi vào tàu bè đối phương ở lối ra vào Sagami Wan. Sau khi Nhật Bản đầu hàng, chiếc tàu khu trục hỗ trợ cho các hoạt động chiếm đóng, viếng thăm Thượng Hải và Thanh Đảo thuộc Trung Quốc cùng Pusan, Triều Tiên. Từ năm 1947 đến năm 1950, nó hoạt động dọc theo vùng bờ Tây Hoa Kỳ. Nó khởi hành từ San Diego, California vào ngày 1 tháng 5, 1950 để đi sang khu vực Tây Thái Bình Dương.

### Chiến tranh Triều Tiên
Khi Chiến tranh Triều Tiên nổ ra vào ngày 25 tháng 6, 1950 do việc lực lượng Bắc Triều Tiên tấn công xuống lãnh thổ Nam Triều Tiên, Samuel N. Moore được khẩn cấp huy động và khởi hành từ Hong Kong vào ngày 27 tháng 6 để đi sang vùng chiến sự. Nó phục trong suốt mùa Hè và mùa Thu năm đó ngoài khơi bán đảo Triều Tiên cho đến khi quay trở về San Diego vào ngày 11 tháng 2, 1951. Nó lại lên đường đi sang Viễn Đông vào ngày 1 tháng 12, nơi nó hộ tống bảo vệ cho các tàu sân bay và tham gia bắn phá bờ biển từ tháng 2 đến tháng 5, 1952, rồi quay trờ về San Diego vào ngày 26 tháng 6.
Khởi hành từ Long Beach, California vào ngày 2 tháng 2, 1953, Samuel N. Moore quay trở lại vùng chiến sự tại Triều Tiên, tiếp tục bảo vệ cho các tàu sân bay, viếng thăm đảo Koje gần Pusan vào tháng 3, trợ giúp vào việc phòng thủ đảo Yang-do và tuần tra gần Chongjin trong tháng 4, rồi sang tháng 5 đã đối đầu với những khẩu đội pháo bờ biển đối phương tại cảng Wonsan. Đến tháng 6, chiếc tàu khu trục được huy động để tuần tra tại eo biển Đài Loan, rồi quay trở lại Triều Tiên vào tháng 7 để hoạt động bắn phá bờ biển. Sau khi đạt được thỏa thuận đình chiến, con tàu quay trở về Long Beach vào ngày 30 tháng 8.
Samuel N. Moore lên đường từ Long Beach vào ngày 4 tháng 5, 1954 để đi sang khu vực Tây Thái Bình Dương, nơi nó hoạt động cùng một lực lượng chống tàu ngầm, tuần tra tại eo biển Đài Loan, viếng thăm quần đảo Đại Trần ngoài khơi bờ biển Chiết Giang, Trung Quốc vào ngày 19 tháng 8, trước khi quay trở về Long Beach vào ngày 5 tháng 12. Từ năm 1955 đến năm 1959, nó thực hiện những lượt bố trí hàng năm sang khu vực Tây Thái Bình Dương, viếng thăm Philippines, Đài Loan và Nhật Bản. Trong năm 1960 và 1961, nó phục vụ cùng một lực lượng chuyên trách chống tàu ngầm tại Tây Thái Bình Dương, và sau đó là những hoạt động tương tự dọc bờ Tây Hoa Kỳ trong những năm 1962-1963.

### Chiến tranh Việt Nam
Khởi hành từ Long Beach, Samuel N. Moore lại được phái sang Viễn Đông từ ngày 13 tháng 3 đến ngày 2 tháng 10, 1964. Sau khi xảy ra Sự kiện Vịnh Bắc Bộ vào tháng 8, nó đã tiếp liệu đạn dược cho tàu khu trục chị em Maddox (DD-731), rồi vận chuyển tài liệu từ Maddox và Turner Joy (DD-951) sang tàu sân bay Ticonderoga (CV-14).
Samuel N. Moore lại rời vùng bờ Tây vào ngày 28 tháng 9, 1965 cho một lượt hoạt động khác cùng Đệ Thất hạm đội tại Viễn Đông, nơi nó hỗ trợ hải pháo cho những hoạt động tác chiến trong cuộc Chiến tranh Việt Nam, canh phòng máy bay cho tàu sân bay trong biển Đông, và bắn phá những mục tiêu trên bờ tại khu vực đồng bằng sông Cửu Long, trước khi quay trở về Long Beach vào ngày 8 tháng 4, 1966. Trong lượt hoạt động tiếp theo tại Việt Nam bắt đầu từ ngày 28 tháng 3, 1967, nó tuần tra ngoài khơi Bắc Việt Nam trong khuôn khổ Chiến dịch Sea Dragon nhằm ngăn chặn việc vận chuyển vũ khí bằng đường biển, cũng như bảo vệ cho các tàu sân bay trong vịnh Bắc Bộ, trước khi trở về Long Beach vào ngày 20 tháng 9. Nó lại lên đường vào ngày 18 tháng 7, 1968 cho lượt phục vụ cuối cùng trong cuộc chiến này, thực hiện nhiều đợt bắn phá bờ biển và hộ tống các tàu sân bay; nó quay trở về Long Beach vào ngày 26 tháng 2, 1969.
Vào tháng 4, 1969, Samuel N. Moore trở thành một tàu huấn luyện cho Hải quân Dự bị Hoa Kỳ tại Tacoma, Washington. Nó được cho xuất biên chế vào ngày 24 tháng 10, 1969, và rút tên khỏi danh sách Đăng bạ Hải quân cùng ngày hôm đó.

### ROCSHeng Yang(DD-2/DDG-902)
Con tàu được bán vào ngày 10 tháng 12 năm 1969 cho Trung Hoa dân quốc (Đài Loan). Nó phục vụ cùng Hải quân Trung Hoa dân quốc như là chiếc Heng Yang (DD-2). Đến năm 1986, giờ đây mang ký hiệu lườn, D976, Heng Yang trải qua chương trình cải biến Tien Shi, khi tháp pháo 5-inch và khẩu phòng không 3-inch phía đuôi tàu được tháo dỡ, lấy chỗ trang bị sáu ống phóng tên lửa chống hạm Hsiung Feng I trên hai bệ ba nòng, cùng hai khẩu phòng không 40-mm nòng đôi. Sau này con tàu còn được tăng cường bốn ống phóng tên lửa đất-đối-không Sea Chaparral, và ký hiệu lườn thay đổi thành DDG-902. Nó ngừng hoạt động vào tháng 5 năm 1995, và có thể đã bị tháo dỡ.

## Phần thưởng
Samuel N. Moore được tặng thưởng năm Ngôi sao Chiến trận do thành tích phục vụ trong Thế Chiến II, ba Ngôi sao Chiến trận khác trong Chiến tranh Triều Tiên, và thêm bảy Ngôi sao Chiến trận nữa trong Chiến tranh Việt Nam.